# Chirální fosforečné kyseliny

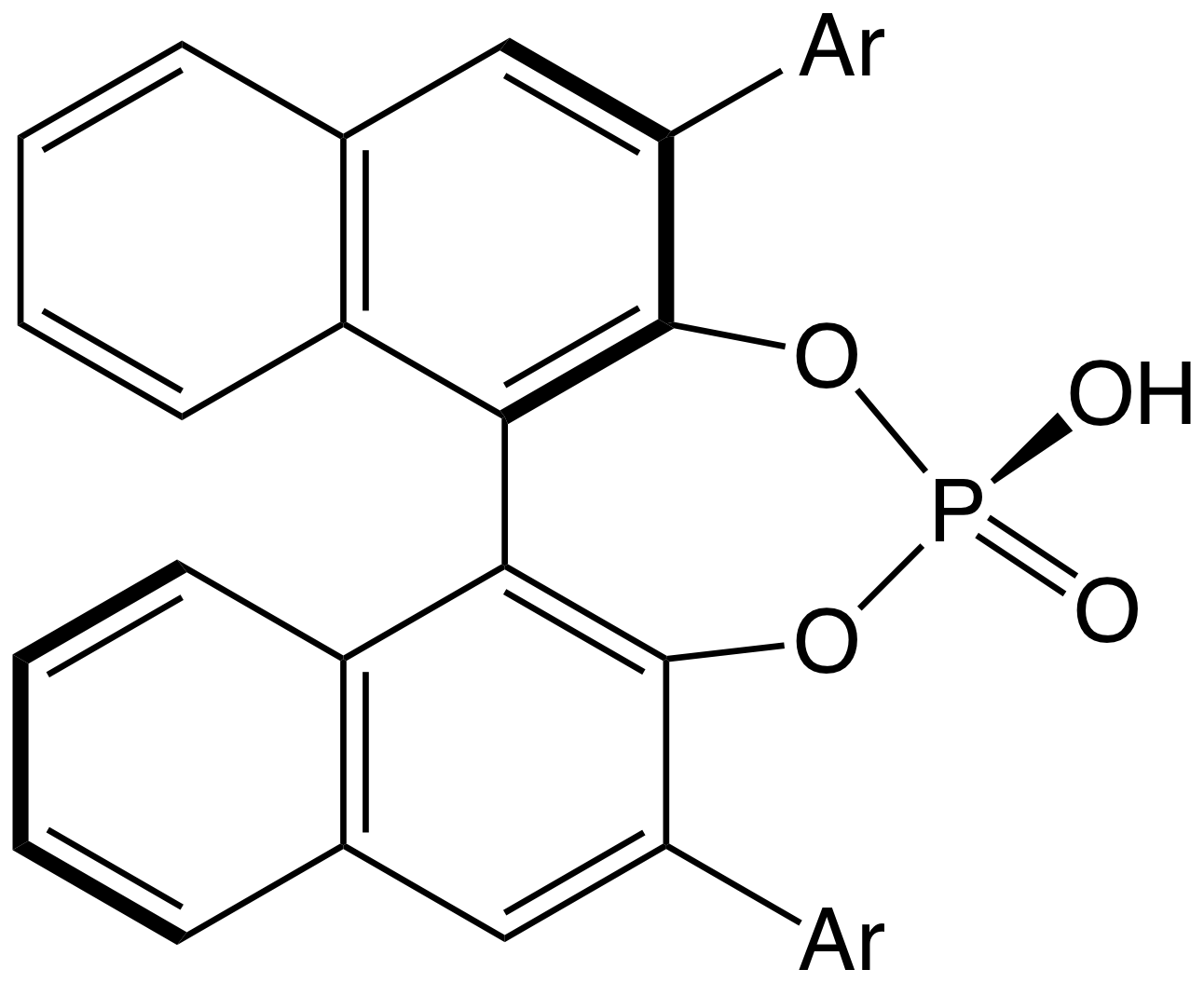
Struktura chirálních fosforečných kyselin odvozených od BINOLu. U těchto katalyzátorů může Ar být například 4-NO_{2}-C_{6}H_{4}, 9-antracenyl, nebo 2,4,6-iPr_{3}-C_{6}H_{2}.

Chirální fosforečné kyseliny jsou estery kyseliny fosforečné (H3PO4) obsahující chirální funkční skupiny. K často používaným patří cyklické diestery odvozené od ligandů BINOL a TADDOL. Chirální fosforečné kyseliny mají využití při asymetrických katalýzách jako chirální Brønstedovy kyseliny a/nebo donory vodíkových vazeb.
K tvorbě chirálních iontových párů lze také použít konjugované zásady.
Chirální fosforečná kyselina byla použita při asymetrické desymetrizaci monohydrolýzou diesteru.